# Distrito de Madona
El distrito de Madona (en letón: Madonas rajons) era uno de los 26 distritos de Letonia, situado entre las regiones históricas de Vidzeme y Latgale, en el este del país. Dentro del distrito se encontraba el punto más alto de Letonia, Gaiziņkalns. El distrito también limitaba con el mayor lago del país, el lago Lubāns. El distrito abarcaba un área de 3.349,3  km ² y contaba con una población de 44.306 habitantes.

## Ciudades
- Cesvaine
- Lubāna
- Madona
- Varakļāni

- Datos: Q569307